# Contor Geiger

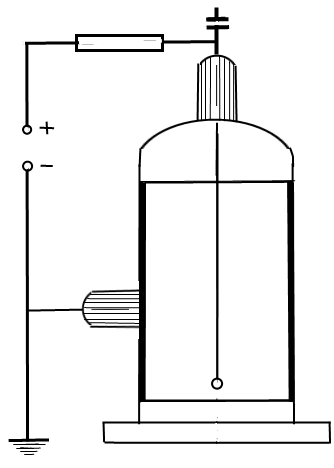
Schema unui contor Geiger de tip beta

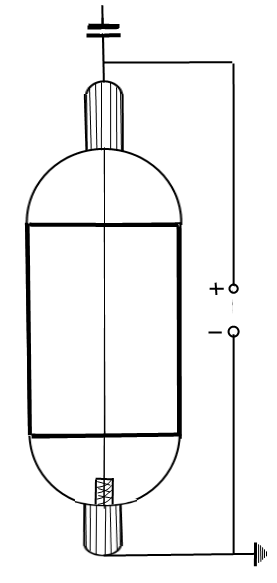
Schema unui contor Geiger de tip gama

Contorul Geiger, sau contorul Geiger–Müller, inventat de Hans Geiger în 1913 și perfecționat împreună cu Walther Müller în 1928, este un detector de particule utilizat în fizica nucleară pentru înregistrarea radiațiilor beta sau gama.
Intensitatea curentului de ionizare este determinată de mărimea tensiunii dintre electrozi, de forma acestora, de natura și presiunea gazului de umplere și de alte caracteristici contructive, iar nu de numărul de ioni primari formați.
Astfel de contoare se utilizează pentru numărarea particulelor, dar nu și pentru determinarea energiei lor.
Mărimea impulsului produs de acestea este cuprinsă între 0,1 și 10 volți.
Timpul în care această diferență de potențial atinge valoarea zero (circa 10-4 secunde), în care contorul nu reacționează la o altă particulă se numește timp de lucru (sau timp mort) și este determinat de viteza de deplasare a ionilor pozitivi spre catod.
în funcție de genul particulelor înregistrate, există contoare beta și contoare gama.

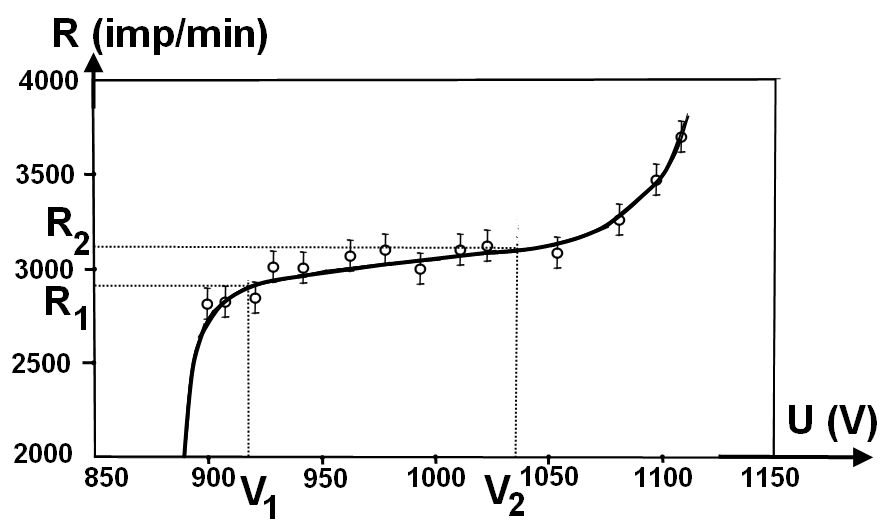
Caracteristica de lucru a contorului Geiger (dependenţa numărului R de impulsuri în unitatea de timp în raport cu tensiunea U aplicată)